# Station Planá u Mariánských Lázní
Station Planá u Mariánských Lázní (Planá bij Mariënbad) is een spoorwegstation in de Tsjechische gemeente Planá. Het station ligt aan spoorlijn 170 die van Beroun via Pilsen naar Cheb loopt, en is het beginpunt van lijn 184. Het station wordt beheerd door de nationale spoorwegonderneming České dráhy in samenwerking met de Staatsorganisatie voor spoorweginfrastructuur (SŽDC).

## Treinverkeer
Vanaf station Planá u Mariánských Lázní kan men in de volgende richtingen reizen:
- lijn 170: Planá - Pilsen - Beroun (verder naar Praag)
- lijn 170: Planá - Cheb
- lijn 184: Pňovany - Tachov - Bor - Domažlice

Beroun ↔ Beroun-Králův Dvůr ↔ Beroun-Popovice ↔ Zdice ↔ Stašov ↔ Praskolesy ↔ Hořovice ↔ Cerhovice ↔ Zbiroh ↔ Kařízek ↔ Mýto ↔ Holoubkov ↔ Svojkovice ↔ Rokycany ↔ Klabava ↔ Ejpovice ↔ Dýšina ↔ Chrást u Plzně ↔ Plzeň-Doubravka ↔ Plzeň hlavní nádraží - Plzeň-Jižní Předměstí ↔ Plzeň-Zadní Skvrňany ↔ Plzeň-Křimice ↔ Vochov ↔ Kozolupy ↔ Plešnice ↔ Pňovany zastávka ↔ Pňovany ↔ Sulislav ↔ Vranov u Stříbra ↔ Stříbro ↔ Milíkov ↔ Svojšín ↔ Ošelín ↔ Pavlovice ↔ Brod nad Tichou ↔ Planá u Mariánských Lázní ↔ Chodová Planá ↔ Mariánské Lázně ↔ Valy u Mariánských Lázní - Lázně Kynžvart - Dolní Žandov - Salajna - Lipová u Chebu - Stebnice - Všeboř - Cheb